# کفشک راست‌روی باریک‌تن
کفشک راست‌روی باریک‌تن (نام علمی: Nematops macrochirus) نام یک گونه از راسته کفشک‌ماهی است.